# Муцуки (1926)
«Муцуки» (яп. 睦月 Месяц дружбы (поэтическое название первого месяца лунного календаря) — японский эсминец типа «Муцуки». Головной корабль в серии из 12 кораблей. Принимал активное участие в войне против Китая и боях на Тихом океане. Потоплен американской базовой авиацией во время боя у Восточных Соломоновых островов 25 августа 1942 года.

## Проектирование и строительство
Заказаны в соответствии с «Новой кораблестроительной программой по замещению кораблей по условиям Вашингтонского договора 1923 г.». Корабли этого типа являлись развитием эсминцев типа «Камикадзе». На эсминцах типа «Муцуки» были установлены более мощные торпедные аппараты (строенные) Для повышения остойчивости корабля были увеличены размеры корпуса и водоизмещение.
Построенные на основе опыта Первой мировой войны, эсминцы предназначались для атаки линейных сил противника и защиты своих тяжелых артиллерийских кораблей от атак эсминцев, постановки активных минных заграждений и траления мин. Однако уже к концу 1930-х годов корабли значительно уступали по основным параметрами новым эсминцам как японским, так и будущих противников. Муцуки строился на верфи Военно-Морского Арсенала в Сасебо в 1924-26 гг. Вошёл в строй под названием «№ 19» 1 августа 1938 он получил своё основное название.

## Вооружение
Артиллерийское вооружение включало четыре одноорудийные щитовые установки 120-мм орудий тип 3 (длина 45 калибров, дальность — 5500 м, запас 180 снарядов на орудие, скорострельность — 9 выстрелов в минуту). Одно орудие было размещено на полубаке, второе между двух труб в центральной части корабля, ещё два — в кормовой части спереди и сзади грот-мачты. Корабли практически не имели зенитного вооружения, которое было ограничено двумя 7,7-мм пулемётами тип 92. Возросшая роль авиации потребовала усиления зенитного вооружения, которое было проведено в ходе модернизации корабля в феврале 1938 года. Были установлены две одинарных 25-мм зенитных пушки тип 96 (длина — 60 калибров, скорострельность до 110 выстрелов в минуту, эффективная высота стрельбы до 1500 м, дальность до 3000 м, запас снарядов — 2000 на орудие). 7,7-мм пулемёты были заменены на 13,2-мм тип 93.
Торпедное вооружение было усилено благодаря тому, что на эсминцах этого типа были впервые установлены новые трехтрубные 610-мм торпедные аппараты тип 12, что позволило уменьшить их число. Первый аппарат был традиционно для японских эсминцев размещён перед носовой надстройкой. Однако на последующих типах от такого размещения конструкторы отказались. Второй аппарат был расположен в кормовой части между дымовой трубой и грот-мачтой. При вступлении в строй корабль не имел никакого противолодочного вооружения. В 1932 году этот пробел был исправлен и корабль получил два бомбомета тип 88 и два бомбосбрасывателя тип 3 с запасом из 36 глубинных бомб. Во время модернизации 1938 года на эсминце были заменены бомбомёты (установлены новые бомбомёты тип 94) и размещены сонар тип 93 и гидрофон тип 92. В июне 1943 года число бомбомётов было увеличено до шести, а запас глубинных бомб до 72 единиц

## История службы

### Довоенная служба
После вступления в строй корабль включили в состав 30-го дивизиона эскадренных миноносцев Второй Флотилии Второго Флота. В октябре 1927 года участвовал в маневрах Соединенного Флота в районе между островами Рюкю и Бонин (входил в состав соединения «синих»). С декабря 1927 года по сентябрь 1931 года Муцуки числился в резерве и простоял в Сасебо на верфи флота. В сентябре-декабре 1931 года в Сасебо на верфи флота провели текущий ремонт корпуса и механизмов. В декабре 1931 года 30-й дивизион включили в состав Первой Флотилии Первого Флота. С 26 января по 22 марта 1932 года корабль участвовал в Первом Шанхайском сражении в составе Третьего флота под командованием вице-адмирала Китисабуро Номура. Муцуки действовал в районе устья реки Янцзы, оказывая огневую поддержку армейским частям, которые вели бои за Шанхай.
22 марта 1932 г. эсминец возвратился в Сасебо, где до сентября 1932 г. провели текущий ремонт, установили противолодочное вооружение. В конце сентября 1932 года эсминец вернулся в состав действующего флота и до июля 1933 года занимался боевой подготовкой в районе к югу от острова Формоза. С 21 по 25 августа 1933 года Муцуки принял участие в морском параде у Иокогамы. С декабря 1934 года по январь 1936 года корабль числился в резерве в Сасебо на базе флота. Начавшаяся война с Китаем потребовала усиления флота и эсминец было вновь вернуть в строй
С 13 по 22 апреля 1936 года Муцуки патрулировал у Циндао, а в августе 1936 года предпринял длительный учебный поход в Амой с отработкой приема топлива с танкера на ходу. С января 1937 года по февраль 1938 года на верфи флота в Йокосуке был проведён очередной ремонт и модернизация: были усилены корпусные конструкции, установлено зенитное вооружение, оборудование для обнаружения подводных лодок, новые бомбомёты. После ремонта Муцуки до июня 1937 года занимался боевой подготовкой в водах Метрополии, а в августе 1937 года вновь вошел в состав 30-го дивизиона Шестой Флотилии Четвёртого Флота. С июля 1937 года по декабрь по август 1938 года эсминец осуществлял блокаду побережья Китая, базируясь на Циндао.
В конце августа 1938 года корабль возвратился в Метрополию, где до ноября 1940 года занимался боевой подготовкой. В ноябре 1940-феврале 1941 года совершил большое плавание, посетив острова Сайпан, Палау, Трук и Кваджелейн. В марте 1941 года в Сасебо на верфи флота прошёл текущий ремонт корпуса и механизмов. В июне 1941 года Муцуки перебазировался на атолл Трук.
.

### Начальный период войны на Тихом океане
В ноябре 1941 г. эсминец вошел в состав Группы поддержки Соединения вторжения контр-адмирала Кадзиока и 2 декабря 1941 года прибыл на остров Бонин. С 5 по 13 декабря 1941 года корабль принимал участие в первой неудачной попытке захвата атолла Уэйк. Во время операции японцы понесли большие потери (повреждён лёгкий крейсер «Юбари», потоплено два эсминца). Соединение вернулось на атолл Кваджелейн. С 20 по 28 декабря 1941 года Муцуки участвовал во втором штурме острова Уэйк. На это раз операция завершилась захватом острова. 14-22 января 1942 г. он сопровождал к Рабаулу конвой с частями отряда Южных морей генерал-майора Хория и в ночь на 23 января 1942 года обеспечивал их высадку на северную оконечность острова Новая Британия. До 6 февраля 1942 г. корабль оказывал огневую поддержку 144 пехотному полку, наступавшему на Кавиенг..
23 февраля 1942 года прибыл в Рабаул. В марте-апреле 1942 года эсминец в составе соединения вице-адмирала Иное обеспечивал оккупацию Лаэ и Саламауа на северо-восточном побережье Новой Гвинеи, острова Бука, острова Бугенвиль, островов Шортленд и островов Адмиралтейства. Некоторое время являлся флагманским кораблём контр-адмирала Канадзава. После завершения последней операции корабль прибыл на атолл Трук. 16 апреля 1942 года Муцуки включили в состав Соединения Вторжения в Порт-Морсби. Однако операция по захвату Порт-Морсби была отменена после боя в Коралловом море и корабли вернулись на базу в Рабаул. 10 июля 1942 года эсминец передали в распоряжение командующего Второй Эскортной Группы Четвёртого Флота вице-адмирала Иное, а уже 14 июля 30-й дивизион включили в состав Восьмого Флота контр-адмирала Микава. С 19 по 24 июля 1942 года эсминец обеспечивал высадку частей отряда Южных морей в Буна на северо-восточном побережье острова Новая Гвинея. В ходе операции он сопровождал минные заградители «Сиратака» и «Цугару», и 22 июля успешно отразил атаку большого числа самолетов американской базовой авиации. Во время боя в результате близких разрывов бомб Муцуки получил незначительные повреждения корпуса и надстроек. 27 июля 1942 года он прибыл в Сингапур, где на базе флота провели восстановительный ремонт..

### Кампания у Соломоновых островов
14 августа 1942 года эсминец прибыл на остров Шортленд. 16 августа 1942 года Муцуки вместе с эсминцами «Мотидзуки» и «Удзуки» высадил в ночь на 17 августа 120 солдат и офицеров Пятого специального штурмового отряда «Йокосука», на мысе Тассафаронг острова Гуадалканал. Эта операция стала одной из первых действий т. н. «Токийского экспресса». С 23 по 25 августа эсминец принимал участие в бою у Восточных Соломоновых островов. Целью операции был захват острова Гуадалкнал. Муцуки, являясь флагманом 30-го дивизиона 2-й эскадры эскадренных миноносцев, входил в состав группы подкрепления 8-го флота (соединение Внешних южных морей). В ночь на 24 августа 1942 г. Муцуки в составе группы эсминцев обстрелял аэродром Хендерсон. Днем эсминец присоединился к соединению контр-адмирала Танака..
Утром 25 августа 1942 года его выделили для оказания помощи поврежденному транспорту «Кинрю Мару». Во время попытки снятия экипажа транспорта и десанта, в 10:15 эсминец атаковала группа американских бомбардировщиков В-17 базовой авиации с аэродрома Эспириту-Санту. Капитан Муцуки Кэндзи Хатано не обратил на них внимание, так как считалось что атаки кораблей горизонтальными бомбардировщиками неэффективны, и продолжил операцию по спасению. Но в результате атаки B-17 в машинное отделение Муцуки попала бомба. Погибли 41 человек, ещё 11 были ранены. Корабль лишился хода, на нём начался пожар. Несмотря на это он успел потопить повреждённый транспорт, чтобы тот не достался противнику. Спустя 30 минут Муцуки затонул в 40 милях к северо-западу от острова Санта-Изабель 7°47′ ю. ш. 160°13′ в. д.. Экипаж с воды подобрал эсминец «Яйеи». Муцуки стал первым японским кораблем, потопленным горизонтальными бомбардировщиками. После того, как его вытащили из воды, Хатано признался: «Даже B-17 могут однажды добиться попадания!».